# Злиття двох місяців (фільм)
Злиття двох місяців (англ. Two Moon Junction) — американський художньо-еротичний фільм режисера Залмана Кінга.

## Сюжет
Життя юної і чарівної Ейпріл схоже на прекрасну казку — знатні батьки, розкішний маєток, бабуся-мільйонерка і респектабельний наречений з аристократичної родини. У вищому товаристві вони вважаються ідеальною парою.
Але за два тижні до весілля Ейпріл, чуттєва натура,  закохується в таємничого м'язистого незнайомця Перрі, який працює у пересувному парку атракціонів, що саме прибув до міста, — й їх з головою поглинає усезахоплююча безмежна пристрасть...

## У ролях
- Шерілін Фенн — Ейпріл Делонгпре
- Річард Тайсон — Перрі Тайсон
- Луїза Флетчер — Белль Делонгпре
- Берл Айвз — шериф Ерл Гокінз
- Крісті МакНікол — Петті Джен
- Дон Гелловей — сенатор Делонгпре
- Міллі Перкінс — місіс Делонгпре
- Мілла Йовович — Саманта Делонгпре
- Ерве Вільшез — Смайлі
- Мартін Г'юїт — Чед Даглас Фейрчайлд
- Хуаніта Мур — Делайя
- Керрі Рамсел — Керолі
- Даббс Грір — Кайл